# Nou Ràdio
Nou Ràdio (anteriorment coneguda com a Ràdio 9) fou la primera emissora de l'empresa pública Ràdio Autonomia Valenciana, fundada al 1988, pertanyent al grup Radiotelevisió Valenciana (RTVV). Es caracteritzà per la seua programació esportiva i pels informatius. Emeté tota la programació en valencià, excepte la publicitat. La seu de Nou Ràdio es trobava a l'avinguda de Vicent Blasco Ibáñez de València. Nou Ràdio oferia desconnexions territorials per a les províncies d'Alacant (96.5 FM), Castelló (103.7 FM) i València (102.2 FM), i també estava disponible a través d'Internet.

## Història
Va nàixer com un encàrrec d'Amadeu Fabregat a la periodista Rosa Solbes, que no donà més indicacions que la ràdio havia de ser generalista, en valencià i emetre les 24 hores.
Inicià les emissions el 4 de setembre de 1989 com a Canal 9 Ràdio, en període de proves, i les regulars el 2 d'octubre, una setmana abans que ho fes la televisió Canal Nou. Les primeres veus foren les d'Esperança Camps i Francesc Bayarri. En la presentació es va declarar que hi hauria «una programació en valencià que pretén ser una oferta alternativa al panorama radiofònic de la Comunitat Valenciana». Com el cas de la televisió, la posada en marxa va coincidir amb les fortes pluges d'octubre de 1989. El nom Canal 9 Ràdio es va mantindre fins al 1992, quan l'emissora fou reanomenada Ràdio 9. El 12 de setembre del 1990 l'Associació Amics d'RTVV a Catalunya, fomentada per ACPV, va començar a emetre Canal 9 Ràdio pel repetidor del Montcaro, el senyal del qual arribava fins a Vilafranca del Penedès i la Noguera.
En els inicis alternà una programació generalista amb espais musicals, encara que després assumí un paper informatiu i la música es relegà a una nova emissora, Sí Ràdio.
El govern valencià cessà a la mitjanit del 29 de novembre de 2013 les emissions de Nou Ràdio arran de l'anul·lació per part del Tribunal Superior de Justícia de la Comunitat Valenciana de l'expedient de regulació d'ocupació de la Radiotelevisió Valenciana. El Consell de la Generalitat respongué anunciant el tancament de l'ens de comunicació públic valencià, que fou correspost per manifestacions a València, Alacant i Castelló. Desenes de treballadors s'aplegaren a les portes de la seu, on efectius de la policia impediren el pas. El tancament de Nou Ràdio es va produir a les 00:49 hores del 29 de novembre de 2013, mentre que va emetre a Internet fins les 02:30 hores, tornant a emetre a la freqüència de Nou Sí Ràdio entre les 10:00 hores i les 16:36 hores, hora en què tots els canals d'RTVV havien tancat definitivament. El darrer programa emès fou Taula Esportiva, que va seguir emetent a través de l'emissió de la segona emissora Sí Ràdio i a través d'Internet.

## Programació

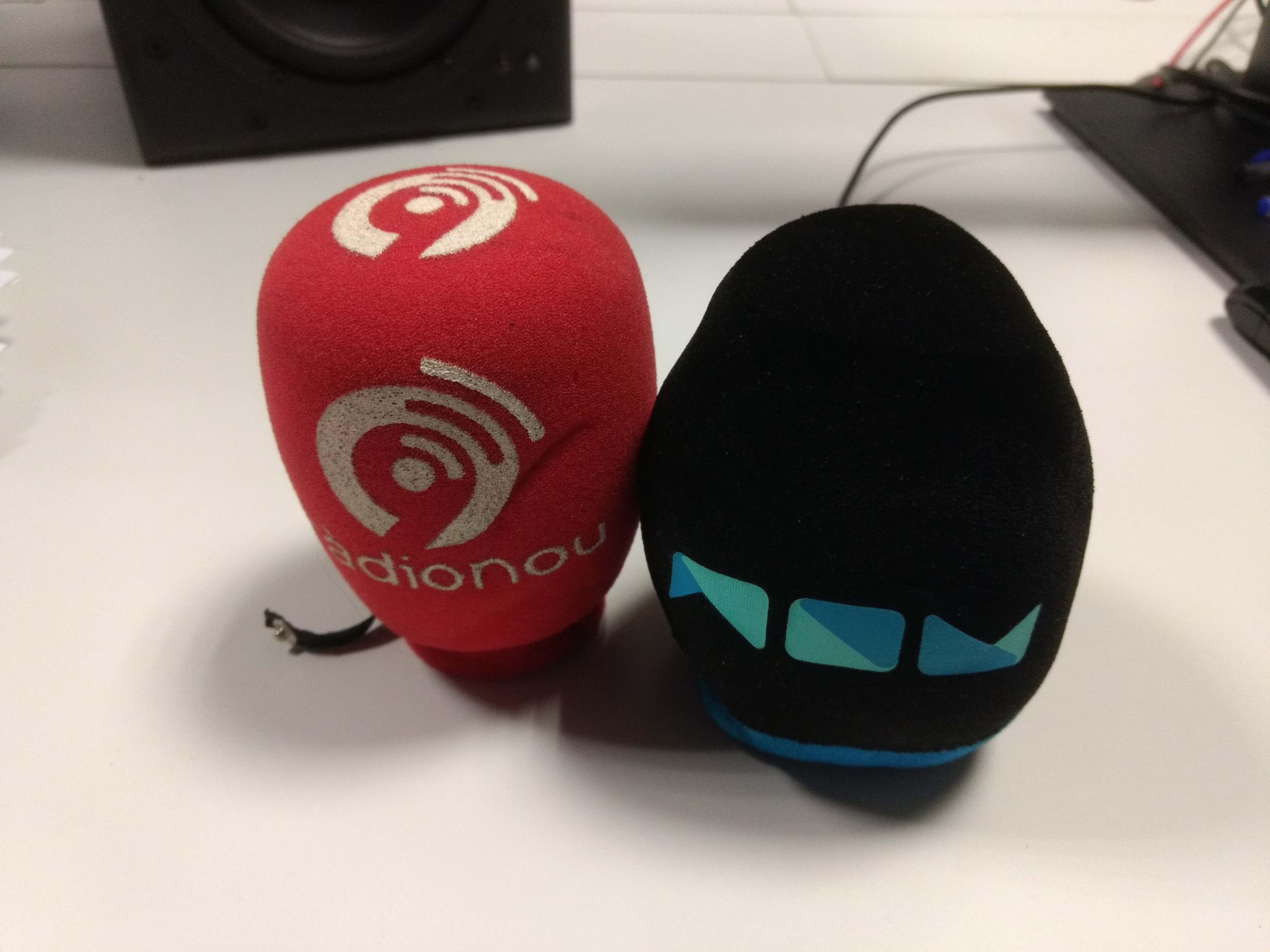
Carxofes de Ràdio Nou i Nou Ràdio

Heus ací una llista incompleta de la programació de Canal Nou Ràdio/Ràdio Nou/Nou Ràdio durant la seua història:
- Aigua en cistella ()
- Els amics de Peters ()
- Ara per ara ()
- Bandes de música ()
- Beatles Club ()
- Bikini Club (-1999)
- Bon matí ()
- Bous ()
- Cadafal ()
- La Calaixera ()
- Cartellera de Nou ()
- Cinema Nou ()
- Compromesos ()
- De nou, cap de setmana ()
- Dos gates, un gat i nou-mil ratolins ()
- La Façana ()
- Festes/Festes d'estiu ()
- Fora de joc ()
- El Forcat (-2013)
- Gols sense fronteres ()
- Grada Nou ()
- El jardí de les delícies ()
- Juguem a casa ()
- Més que gols ()
- El món de la música ()
- El món de la pilota ()
- Motor Nou ()
- Música de Nou ()
- Notícies (1989-2013)
- Nous valencians ()
- Passatge a la nit ()
- Planta Nou ()
- Poliesportiu ()
- Punt a punt ()
- Punt d'estiu ()
- Reportatges ()
- El Sambori ()
- Sempre joves ()
- Sense límits ()
- El Setmanal ()
- Seu parlamentària ()
- Sis cordes ()
- Taula esportiva ()
- El teu ritme ()
- l'Una ()
- El vent de la música ()
- El vent dels navegants ()
- Veus negres ()
- Vinilo Tempore ()
- Zero set ()

## Freqüències

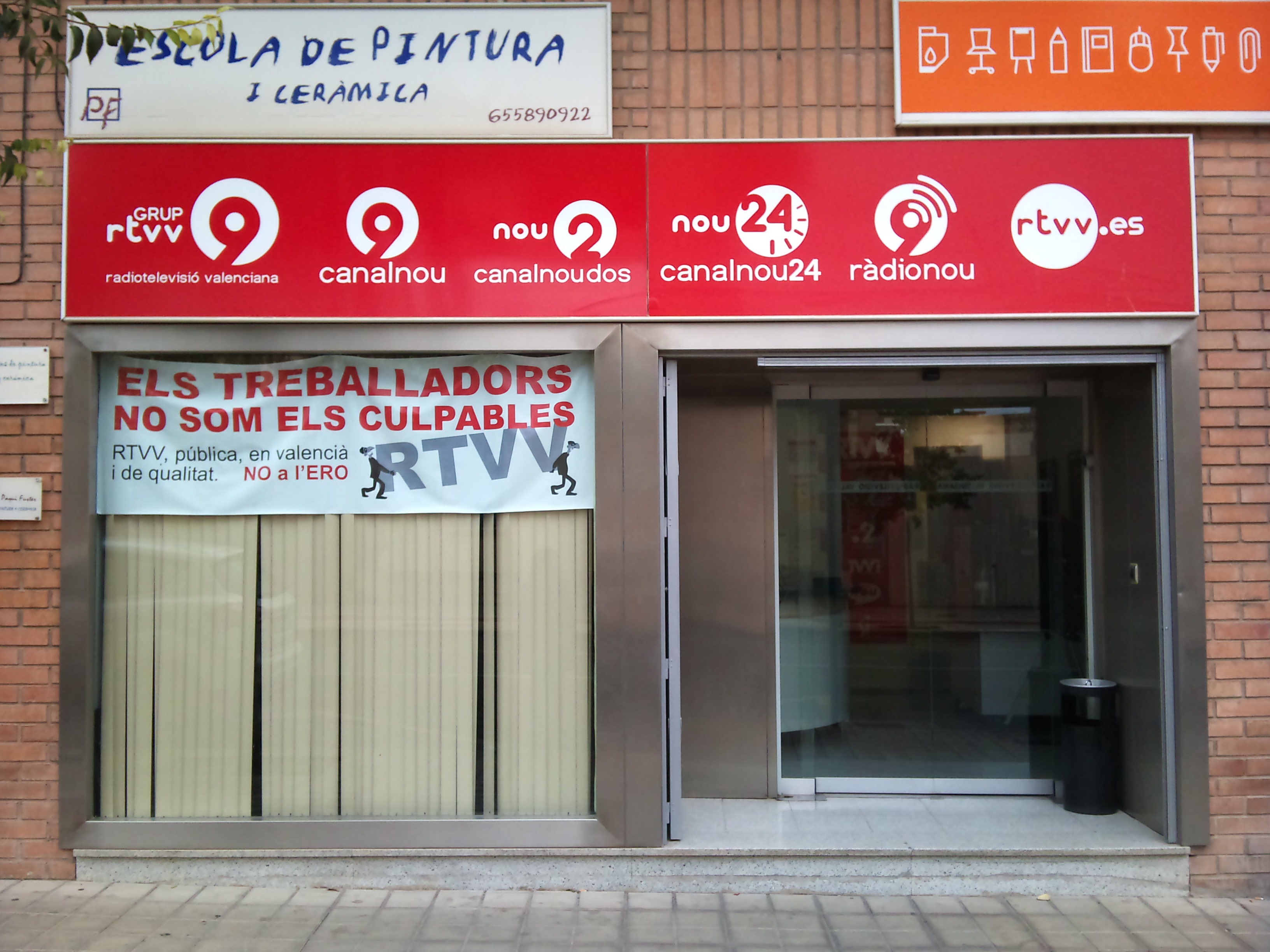
Delegació a Castelló de la Plana

Heus ací la llista completa de freqüències radiofòniques de Canal Nou Ràdio/Ràdio Nou/Nou Ràdio:
- Ademús: 98.6 FM
- Aitana: 103.0 FM
- Alacant: 96.5 FM
- Alcoi: 98.7 FM
- Benidorm: 101.2 FM
- Calp: 93.5 FM
- Castelló de la Plana: 103.7 FM
- Crevillent: 98.4 FM
- Elda: 105.5/96.2 FM
- Gandia: 103.5 FM
- Morella: 96.8 FM
- Ontinyent: 105.2 FM
- Utiel: 100.9 FM
- València: 102.2 FM
- Vilafranca del Maestrat: 101.3 FM
- Villena: 95.0 FM
- Vinaròs: 105.4 FM
- Xàtiva: 101.5 FM

## Logotips
Durant la seua història, ha tingut una imatge corporativa corresponent a l'etapa com a Canal 9 Ràdio, quatre com a Ràdio 9, i una com a Nou Ràdio:
| Logotip de Canal 9 Ràdio i Canal 9 Televisió durant les emissions en proves | Ràdio 9 (1989-2002) | Ràdio 9 (2002-2005) | Ràdio 9 (2005-2010) | Ràdio 9 (2010-2013) | Nou Ràdio                            |
| 4 de setembre de 1989 a 1992                                                | De 1992 a 2002      | De 2002 a 2005      | De 2005 a 2010      | De 2010 a 2013      | 9 d'octubre a 28 de novembre de 2013 |
| --------------------------------------------------------------------------- | ------------------- | ------------------- | ------------------- | ------------------- | ------------------------------------ |